# Penedes
|  | Per a altres significats, vegeu «Penedes (Taradell)». |

Panedes (també escrit Penedes en la nomenclatura oficial de la Generalitat, de l'ICGC, i a la GEC i l’Onomasticon cataloniae) és una entitat de població del municipi de Llagostera, al Gironès. Està situat a l'est del terme i del cap del municipi, a la falda del massís de les Gavarres. El veïnat limita amb l'entitat de població baix-empordanesa de Romanyà de la Selva. Panedes és una zona d'activitat agrícola i ramadera del municipi.
Un dels principals elements geogràfics i patrimonials és l'església de Sant Ampèlit, amb l'edifici de l'antiga rectoria enganxada. També és rellevant la casa pairal de Can Llambí i la de Ca n'Alou.
Segons padró de l'any 2005 tenia 107 habitants. El 2024 la població havia disminuït a 93 habitants.